# Lasiosina similis
Lasiosina similis är en tvåvingeart som först beskrevs av Malloch 1913.  Lasiosina similis ingår i släktet Lasiosina och familjen fritflugor. Inga underarter finns listade i Catalogue of Life.